# 連絡網
連絡網（れんらくもう）とは、連絡の対象となる個人や団体に対して情報を連絡するためのネットワークをいう。

## 学校連絡網
連絡網のうち学校から連絡を行うためのものは特に「学校連絡網」と呼ばれる。効率的に情報を連絡するために樹形図のようなネットワークが用いられることが多い。しかし、近年では個人情報保護の観点から学校連絡網が作成される場合であっても、個々の生徒に対しては表の全体を配布せず当該生徒の連絡に関係する部分のみを各個人ごとに配布するように配慮する学校も増えている。また、個人情報保護や誤伝達の防止の必要から、そもそも学校連絡網を作成せずに電子メールの一斉配信システムを導入する学校も増えている。

## 企業の連絡網
連絡網のうち企業内の連絡を行うためのものは「企業内連絡網」などと呼ばれ、電話連絡や電子メールの一斉配信システムの他に、ITを用いて「グループウェア」などが構築されることもある。